# Roularta Media Nederland
Roularta Media Nederland is de op een na grootste tijdschriftuitgever van Nederland en onderdeel van de Roularta Media Group in België. Voornaamste titels zijn weekblad EW, voorheen Elsevier Weekblad, maandblad Plus Magazine en maandblad Truckstar.

## Geschiedenis
De uitgeverij is opgericht in 1990 en droeg toen nog de naam Senior Publications Nederland (SPN), een samenwerking van de Franse uitgeverij Bayard Presse en de Belgische uitgever Roularta Media Group. In 2021 werd de laatste voor honderd procent eigenaar en SPN heette vanaf dat moment Roularta Media Nederland.
Eind 2021 werd bekend dat de Roularta Media Group de Nederlandse uitgever New Skool Media zou overnemen. Deze was in 2014 opgericht om een aantal titel van Sanoma voort te zetten. Eind 2016 nam New Skool Media ook twee titels over van RELX, Elsevier Weekblad en Beleggers Belangen, en bracht die onder in een aparte uitgeverij, ONE Business. Vanaf begin 2023 leven zowel New Skool Media als ONE Business verder onder de naam Roularta Media Nederland.

## Organisatie
De uitgever telt 240 medewerkers en heeft naar eigen zeggen een omzet van 70 miljoen euro per jaar. Alle 24 tijdschriftmerken samen hebben 650.000 abonnees. Het bedrijf heeft twee algemeen directeuren, Dirk Oeyen en Erwin van Luit. Lars Duurinck is financieel directeur.

## Titels
- Beleggers Belangen
- delicious.
- EW
- Plus Magazine